# Mała Złota Kazalnica
Mała Złota Kazalnica (słow. Malá Ušatá kazateľnica) – wybitne spiętrzenie w północno-zachodniej grani Małego Kieżmarskiego Szczytu w słowackiej części Tatr Wysokich. Na południowym wschodzie graniczy z Pośrednią Złotą Kazalnicą. Mała Złota Kazalnica jest najniżej położoną z trzech Złotych Kazalnic – pozostałe to Pośrednia i Wielka Złota Kazalnica.
Grań, w której znajduje się Mała Złota Kazalnica, oddziela od siebie Dolinę Zieloną Kieżmarską na północnym wschodzie i jej odgałęzienie, Dolinę Dziką, na południowym zachodzie. W stronę Doliny Zielonej Kieżmarskiej opada z tej formacji urwista, płytowa ściana północno-wschodnia, kończąca się w rejonie usypisk na lewo od podnóża Dzikich Spadów. Grań w regionie Małej Złotej Kazalnicy tworzy pierwszy od dołu poziomy odcinek.
Na Małą Złotą Kazalnicę nie prowadzą żadne szlaki turystyczne. Najdogodniejsza droga dla taterników wiedzie na nią znad Zielonego Stawu Kieżmarskiego do Dzikich Spadów i dalej trawiastym stokiem od strony Doliny Dzikiej.
Pierwsze wejścia:
- letnie – Alfréd Grósz, Tibold Kregczy i Lajos Rokfalusy, 26 lipca 1912 r.,
- zimowe – František Eichler, Karel Johanovský, František Kroupa i Jan Mazáček, 24 marca 1951 r.[2]